# Левицький В'ячеслав Миколайович
В'ячесла́в Микола́йович Леви́цький (7 грудня 1967 — 14 листопада 2014) — солдат Збройних сил України, учасник російсько-української війни.

## Короткий життєпис
Проживав у Голосіївському районі.
Мобілізований у середині серпня 2014-го. Кулеметник, 93-а окрема механізована бригада.
14 листопада 2014-го загинув під час обстрілу терористами села Піски.
Вдома лишились мама, дружина, 17-річний син та 15-річна донька.
Похований 18 листопада 2014-го в Києві, на Лук'янівському військовому цвинтарі.

## Нагороди
За особисту мужність і героїзм, виявлені у захисті державного суверенітету та територіальної цілісності України, вірність військовій присязі під час російсько-української війни, нагороджений
- орденом «За мужність» III ступеня (4.6.2015, посмертно).